# Lista de recordes de Elvis Presley
Elvis Presley foi considerado pela História como o Rei do Rock. Tudo isso devido ao seu talento e pioneirismo. Elvis é o maior vendedor de discos de todos os tempos. Por sua carreira ter sido preenchida por vários marcos, a sua obra ainda hoje se mantém intacta e distinta. Ele é detentor de vários sucessos, tanto em relação às canções como em relação aos álbuns por todo o planeta, sendo apontado como o detentor do maior número de sucessos conferidos a um artista popular.

## Recorde de Audiência na Televisão
Em 1973, Elvis realizou um especial de televisão que marcou a história das telecomunicações, chamado de Aloha From Hawaii, sendo transmitido por Satélite em cores (a primeira transmissão desse tipo no mundo) para mais de 40 países ao redor do globo. Para se ter uma ideia, na Coréia e em Hong Kong, a audiência foi de 70%, e nas Filipinas, foi de incríveis 90%. Mais de um bilhão e meio de espectadores assistiram ao show no mundo inteiro, e posteriormente os Estados Unidos, em Abril, gerando tantos espectadores no país que hoje ainda detêm a maior audiência Americana, com mais de 50% das televisões sintonizadas no especial. A ida do Homem à Lua era até então o maior sucesso de audiência, sendo quebrada por Elvis Presley.

## Estados Unidos - Canções número um
| Canção                             | Chart                                                       | Ano  |
| ---------------------------------- | ----------------------------------------------------------- | ---- |
| Blue Moon of Kentucky              | Memphis Country & Western Billboard                         | 1954 |
| I Forgot To Remember To Forget     | Memphis Country e Country (Nacional) Billboard              | 1955 |
| Heartbreak Hotel                   | Pop e Country (Billboard), Cashbox Pop                      | 1956 |
| I Want You, I Need You, I Love You | Pop (Best Sellers) (Billboard), Country Billboard           | 1956 |
| Hound Dog                          | Pop, R&B Sales e Country (Billboard), Cashbox Pop           | 1956 |
| Don't Be Cruel                     | Pop, R&B Sales e Country (Billboard), Cashbox Pop           | 1956 |
| Love Me Tender                     | Pop Billboard, Cashbox Pop                                  | 1956 |
| Too Much                           | Pop (Best Sellers e Jukebox) (Billboard), Cashbox Pop       | 1957 |
| All Shook Up                       | Pop, R&B (Sales e Radio), Country (Billboard), Cashbox Pop  | 1957 |
| Teddy Bear                         | Pop, R&B Sales e Country (Billboard), Cashbox Pop           | 1957 |
| Jailhouse Rock                     | Pop, R&B (Sales e Radio) e Country (Billboard), Cashbox Pop | 1957 |
| Don't                              | Pop (Billboard), Cashbox Pop                                | 1958 |
| Wear My Ring Around Your Neck      | R&B (Radio) (Billboard), Cashbox Country                    | 1958 |
| Hard Headed Woman                  | Pop (Best Sellers e Disc Jockey) (Billboard)                | 1958 |
| A Big Hunk O’ Love                 | Pop (Billboard)                                             | 1959 |
| Stuck On You                       | Pop (Billboard), Cashbox Pop                                | 1960 |
| It's Now Or Never                  | Pop (Billboard), Cashbox Pop                                | 1960 |
| Are You Lonesome Tonight?          | Pop (Billboard), Cashbox Pop                                | 1960 |
| Surrender                          | Pop (Billboard), Cashbox Pop                                | 1961 |
| Can't Help Falling In Love         | Easy Listening (Billboard)                                  | 1962 |
| Good Luck Charm                    | Pop (Billboard), Cashbox Pop                                | 1962 |
| Return To Sender                   | Cashbox Pop                                                 | 1962 |
| Blue Christmas                     | Christmas (Billboard)                                       | 1964 |
| Crying In The Chapel               | Easy Listening (Billboard)                                  | 1965 |
| Easy Question                      | Easy Listening (Billboard)                                  | 1965 |
| I’m Yours                          | Easy Listening (Billboard)                                  | 1965 |
| How Great Thou Art                 | Bubbling Under The Hot 100 (Billboard)                      | 1969 |
| In The Ghetto                      | Cashbox Pop, Record World                                   | 1969 |
| Suspicious Minds                   | Pop (Billboard), Cashbox Pop, Record World                  | 1969 |
| The Wonder Of You                  | Easy Listening (Billboard)                                  | 1970 |
| You Don't Have To Say You Love Me  | Easy Listening (Billboard)                                  | 1970 |
| Burning Love                       | Cashbox Pop                                                 | 1972 |
| My Boy                             | Easy Listening (Billboard)                                  | 1975 |
| Moody Blue                         | Cashbox Country                                             | 1976 |
| Moody Blue                         | Country (Billboard)                                         | 1977 |
| Way Down                           | Country (Billboard), Cashbox Country                        | 1977 |
| Pledging My Love                   | Cashbox Country                                             | 1977 |
| My Way                             | Cashbox Country                                             | 1977 |
| Guitar Man (Remix)                 | Country (Billboard), Cashbox Country                        | 1981 |
| A Little Less Conversation (Remix) | Sales (Billboard)                                           | 2002 |
| Rubberneckin (Remix)               | Sales (Billboard)                                           | 2003 |

## Estados Unidos - Canções do 2º ao 10 º lugar
| Posição | Canção                             | Chart                                        | Ano  |
| ------- | ---------------------------------- | -------------------------------------------- | ---- |
| 4º      | That's All Right                   | Billboard Memphis Country e Western          | 1954 |
| 3º      | Good Rockin' Tonight               | Billboard Memphis Country e Western          | 1954 |
| 4º      | I'm Left, You're Right, She's Gone | Billboard Memphis Country e Western          | 1955 |
| 5º      | Baby Let's Play House              | Billboard Country                            | 1955 |
| 2º      | Mystery Train                      | Billboard Memphis Country e Western          | 1955 |
| 8º      | I Was The One                      | Billboard Country                            | 1956 |
| 3º      | I Want You, I Need You, I Love You | Billboard R&B                                | 1956 |
| 3º      | Love Me Tender                     | Billboard Country                            | 1956 |
| 2º      | Love Me                            | Billboard Pop                                | 1956 |
| 10º     | Love Me                            | Billboard Country                            | 1956 |
| 7º      | Love Me                            | Billboard R&B                                | 1956 |
| 3º      | Too Much                           | Billboard Country, Billboard R&B             | 1957 |
| 8º      | Playing For Keeps                  | Billboard Country                            | 1957 |
| 7º      | Treat Me Nice                      | Billboard R&B                                | 1958 |
| 2º      | Don't                              | Billboard Country                            | 1958 |
| 8º      | I Beg of You                       | Billboard Pop                                | 1958 |
| 4º      | I Beg of You                       | Billboard Country                            | 1958 |
| 5º      | I Beg of You                       | Billboard R&B                                | 1958 |
| 2º      | Wear My Ring Around Your Neck      | Billboard Pop                                | 1958 |
| 3º      | Wear My Ring Around Your Neck      | Billboard Country                            | 1958 |
| 10º     | Doncha' Think It's Time            | Billboard R&B                                | 1958 |
| 2º      | Hard Headed Woman                  | Billboard Country, Billboard R&B Sales       | 1958 |
| 6º      | Hard Headed Woman                  | Billboard R&B Radio                          | 1958 |
| 9º      | Don't Ask Me Why                   | Billboard R&B Radio                          | 1958 |
| 4º      | One Night                          | Billboard Pop                                | 1958 |
| 10º     | One Night                          | Billboard R&B Sales                          | 1958 |
| 8º      | I Got Stung                        | Billboard Pop                                | 1958 |
| 2º      | A Fool Such As I                   | Billboard Pop                                | 1959 |
| 4º      | I Need Your Love Tonight           | Billboard Pop                                | 1959 |
| 10º     | A Big Hunk O' Love                 | Billboard R&B Sales                          | 1959 |
| 6º      | Stuck on You                       | Billboard R&B Sales                          | 1960 |
| 7º      | It's Now Or Never                  | Billboard R&B Sales                          | 1960 |
| 3º      | Are You Lonesome Tonight?          | Billboard R&B Sales                          | 1960 |
| 5º      | I Feel So Bad                      | Billboard Pop                                | 1961 |
| 5º      | Little Sister                      | Billboard Pop                                | 1961 |
| 4º      | His Latest Flame                   | Billboard Pop                                | 1961 |
| 2º      | His Latest Flame                   | Billboard Easy Listening                     | 1961 |
| 2º      | Can't Help Falling in Love         | Bilboard Pop                                 | 1961 |
| 6º      | Anything That's Part Of You        | Billboard Easy Listening                     | 1962 |
| 5º      | Follow That Dream                  | Billboard Easy Listening                     | 1962 |
| 5º      | She's Not You                      | Billboard Pop                                | 1962 |
| 2º      | She's Not You                      | Billboard Easy Listening                     | 1962 |
| 2º      | Return To Sender                   | Billboard Pop                                | 1962 |
| 5º      | Return To Sender                   | Billboard R&B Sales                          | 1962 |
| 10º     | One Broken Heart For Sale          | Cashbox Pop                                  | 1963 |
| 3º      | Devil In Disguise                  | Billboard Pop                                | 1963 |
| 9º      | Devil In Disguise                  | Billboard R&B Sales                          | 1963 |
| 8º      | Bossa Nova Baby                    | Billboard Pop                                | 1963 |
| 10º     | Kissin' Cousins                    | Cashbox Pop                                  | 1964 |
| 10º     | Ask Me                             | Cashbox Pop, Record World                    | 1964 |
| 3º      | Suspicion                          | Billboard Bubbling Under The Hot 100 Singles | 1964 |
| 7º      | Wooden Heart                       | Billboard Bubbling Under The Hot 100 Singles | 1964 |
| 10º     | Wooden Heart (Relançamento)        | Billboard Bubbling Under The Hot 100 Singles | 1965 |
| 4º      | Blue Christmas                     | Billboard Christmas                          | 1965 |
| 3º      | Crying In The Chapel               | Billboard Pop, Record World                  | 1965 |
| 9º      | I'm Yours                          | Cashbox Pop, Record World                    | 1965 |
| 10º     | Easy Question                      | Record World                                 | 1965 |
| 3º      | Puppet On A String                 | Billboard Easy Listening                     | 1965 |
| 9º      | Come What May                      | Billboard Bubbling Under The Hot 100 Singles | 1966 |
| 3º      | Frankie And Johnny                 | Billboard Easy Listening                     | 1966 |
| 9º      | All That I Am                      | Billboard Easy Listening                     | 1966 |
| 2º      | If Every Day Was Like Christmas    | Billboard Christmas                          | 1966 |
| 2º      | Fools Fall In Love                 | Billboard Bubbling Under The Hot 100 Singles | 1967 |
| 5º      | Blue Christmas                     | Billboard Christmas                          | 1967 |
| 6º      | We Call On Him                     | Billboard Bubbling Under The Hot 100 Singles | 1968 |
| 8º      | Blue Christmas                     | Billboard Christmas                          | 1968 |
| 9º      | If I Can Dream                     | Record World                                 | 1968 |
| 7º      | Memories                           | Billboard Easy Listening                     | 1969 |
| 3º      | In The Ghetto                      | Billboard Pop                                | 1969 |
| 8º      | In The Ghetto                      | Billboard Easy Listening                     | 1969 |
| 4º      | Suspicious Minds                   | Billboard Easy Listening                     | 1969 |
| 6º      | Don't Cry Daddy                    | Billboard Pop                                | 1969 |
| 5º      | Don't Cry Daddy                    | Record World                                 | 1969 |
| 5º      | Rubberneckin                       | Record World                                 | 1969 |
| 2º      | Blue Christmas                     | Billboard Christmas                          | 1969 |
| 3º      | Don't Cry Daddy                    | Billboard Easy Listening                     | 1970 |
| 3º      | Kentucky Rain                      | Billboard Easy Listening                     | 1970 |
| 9º      | The Wonder Of You                  | Billboard Pop                                | 1970 |
| 4º      | The Wonder Of You                  | Record World                                 | 1970 |
| 5º      | I've Lost You                      | Billboard Easy Listening                     | 1970 |
| 4º      | Blue Christmas                     | Billboard Christmas                          | 1970 |
| 7º      | You Don't Have To Say You Love Me  | Record World                                 | 1970 |
| 7°      | Patch It Up                        | Record World                                 | 1970 |
| 8º      | Life                               | Billboard Easy Listening                     | 1971 |
| 2º      | I Really Don't Want To Know        | Billboard Easy Listening                     | 1971 |
| 2º      | I'm Leavin                         | Billboard Easy Listening                     | 1971 |
| 9º      | There Goes My Everything           | Billboard Country                            | 1971 |
| 9º      | Until It's Time For You To Go      | Billboard Easy Listening                     | 1972 |
| 2°      | Burning Love                       | Billboard Pop, Record World                  | 1972 |
| 9º      | It's A Matter Of Time              | Billboard Easy Listening                     | 1972 |
| 3º      | Separate Ways                      | Billboard Easy Listening                     | 1973 |
| 10º     | Steamroller Blues                  | Cashbox Pop                                  | 1973 |
| 4º      | I've Got A Thing About You Baby    | Billboard Country                            | 1974 |
| 6º      | Help Me                            | Billboard Country                            | 1974 |
| 6º      | If You Talk In Your Sleep          | Billboard Easy Listening                     | 1974 |
| 8º      | It's Midnight                      | Billboard Easy Listening                     | 1974 |
| 9º      | It's Midnight                      | Billboard Country                            | 1975 |
| 9º      | Promised Land                      | Billboard Country                            | 1975 |
| 8º      | Promised Land                      | Billboard Easy Listening                     | 1975 |
| 6º      | Hurt                               | Billboard Country                            | 1976 |
| 7º      | Hurt                               | Billboard Easy Listening                     | 1976 |
| 2º      | Moody Blue                         | Billboard Easy Listening                     | 1977 |
| 10º     | Way Down                           | Record World                                 | 1977 |
| 2º      | My Way                             | Billboard Country                            | 1977 |
| 6º      | My Way                             | Billboard Easy Listening                     | 1977 |
| 9º      | Softly As I Leave You              | Billboard Bubbling Under The Hot 100 Singles | 1978 |
| 6º      | Unchained Melody                   | Billboard Country                            | 1978 |
| 5º      | Teddy Bear (Relançamento)          | Billboard Bubbling Under The Hot 100 Singles | 1978 |
| 10º     | Are You Sincere                    | Billboard Country                            | 1979 |
| 6º      | There's A Honky Tonk Angel         | Billboard Country                            | 1979 |
| 4º      | Lovin' Arms (Remix)                | Cashbox Country                              | 1981 |
| 8º      | Lovin' Arms (Remix)                | Billboard Country                            | 1981 |
| 6º      | America The Beautiful              | Billboard Sales                              | 2001 |

## Estados Unidos - Álbuns (LP, CD, EP) número um
| Álbum                                        | Chart                                              | Ano  |
| -------------------------------------------- | -------------------------------------------------- | ---- |
| Elvis Presley                                | Billboard Pop, Cashbox Pop                         | 1956 |
| Elvis                                        | Billboard Pop, Cashbox Pop                         | 1956 |
| Elvis Vol. 1 (EP)                            | EP Charts (Billboard)                              | 1956 |
| Loving You                                   | Billboard Pop                                      | 1957 |
| Loving You Vol.1 (EP)                        | EP Charts (Billboard)                              | 1957 |
| Jailhouse Rock (EP)                          | EP Charts, Billboard Pop                           | 1957 |
| Elvis Sings Christmas Songs (EP)             | EP Charts (Billboard)                              | 1957 |
| Elvis Christmas Álbum                        | Billboard Pop, Cashbox Pop                         | 1957 |
| King Creole Vol. 1 E 2 (EP)                  | EP Charts, Billboard Pop                           | 1958 |
| A Touch Of Gold Vol. 1 (EP)                  | EP Charts, Billboard Pop                           | 1959 |
| G.I.Blues                                    | Billboard Pop, Cashbox (Mono e Stéreo)             | 1960 |
| Something For Everybody                      | Billboard Pop, Cashbox Mono                        | 1961 |
| Blue Hawaii                                  | Billboard Pop, Cashbox (Mono)                      | 1961 |
| Roustabout                                   | Billboard Pop                                      | 1965 |
| Elvis Sings The Wonderful World Of Christmas | Christmas Billboard                                | 1972 |
| Elvis Sings The Wonderful World Of Christmas | Christmas Billboard                                | 1973 |
| Aloha From Hawaii                            | Billboard Pop, Cashbox Pop e Country, Record World | 1973 |
| Legendary Performer Vol. 1                   | Country Billboard, Cashbox Country                 | 1974 |
| Good Times                                   | Cashbox Country                                    | 1974 |
| Elvis Recorded Live On Stage In Memphis      | Cashbox Country                                    | 1974 |
| Promised Land                                | Country Billboard, Cashbox Country                 | 1975 |
| The Sun Sessions                             | Cashbox Country                                    | 1976 |
| From Elvis Presley Boulevard                 | Country Billboard, Cashbox Country                 | 1976 |
| Moody Blue                                   | Country Billboard, Cashbox Country                 | 1977 |
| Elvis In Concert                             | Country Billboard, Cashbox Country                 | 1977 |
| Elvis 30 Number One Hits                     | Billboard 200, Billboard Country                   | 2002 |
| Elvis By The Presleys                        | Top Soundtrack Albums Billboard                    | 2005 |

## Estados Unidos - Álbuns (LP, EP e CD) 2º ao 10º lugar
| Posição | Álbum                                         | Chart                                        | Ano  |
| ------- | --------------------------------------------- | -------------------------------------------- | ---- |
| 10º     | Elvis Presley (EP)                            | EP Charts (Billboard)                        | 1956 |
| 9º      | Elvis Presley Vol. 2 (EP)                     | EP Charts (Billboard)                        | 1956 |
| 5º      | Heartbreak Hotel (EP)                         | 'EP Charts (Billboard)                       | 1956 |
| 5º      | The Real Elvis (EP)                           | EP Charts (Billboard)                        | 1956 |
| 9º      | Love Me Tender (EP)                           | EP Charts (Billboard)                        | 1956 |
| 2º      | Just For You (EP)                             | EP Charts (Billboard)                        | 1957 |
| 4º      | Loving You Vol. 2 (EP)                        | EP Charts (Billboard)                        | 1957 |
| 3º      | Peace In The Valley (EP)                      | EP Charts (Billboard)                        | 1957 |
| 2º      | Elvis Sails (EP)                              | EP Charts (Billboard)                        | 1958 |
| 3º      | Elvis Golden Records                          | Billboard Pop                                | 1958 |
| 2º      | King Creole                                   | Billboard Pop                                | 1958 |
| 2º      | Elvis Is Back                                 | Billboard Pop                                | 1960 |
| 4º      | Pot Luck                                      | Billboard Pop                                | 1962 |
| 3º      | Girls! Girls! Girls!                          | Billboard Pop                                | 1962 |
| 3º      | It Happened At The World's Fair               | Billboard Pop                                | 1963 |
| 4º      | Elvis Golden Records Vol. 3                   | Billboard Pop                                | 1963 |
| 3º      | Fun In Acapulco                               | Billboard Pop                                | 1963 |
| 6º      | Kissin' Cousins                               | Billboard Pop                                | 1964 |
| 8º      | Girl Happy                                    | Billboard Pop                                | 1965 |
| 10º     | Elvis For Everyone                            | Billboard Pop                                | 1965 |
| 8º      | Harum Scarum                                  | Billboard Pop                                | 1965 |
| 8º      | Elvis (NBC-TV Special)                        | Billboard Pop                                | 1968 |
| 2º      | From Elvis In Memphis                         | Billboard Country                            | 1969 |
| 5º      | From Memphis To Vegas/From Vegas To Memphis   | Billboard Country                            | 1970 |
| 8º      | That's The Way It Is                          | Billboard Country                            | 1971 |
| 6º      | Elvis Country                                 | Billboard Country                            | 1971 |
| 10º     | Burning Love And Hits From His Movies, Vol. 2 | Billboard Country                            | 1973 |
| 8º      | Elvis Country                                 | Billboard Country                            | 1973 |
| 7º      | Elvis The Fool Álbum                          | Cashbox Country                              | 1973 |
| 2º      | Elvis As Recorded Live On Stage In Memphis    | Billboard Country                            | 1974 |
| 5º      | Good Times                                    | Billboard Country                            | 1974 |
| 9º      | Having Fun with Elvis On Stage                | Billboard Country                            | 1974 |
| 4º      | Elvis Today                                   | Billboard Country                            | 1975 |
| 2º      | The Sun Sessions                              | Billboard Country                            | 1976 |
| 4º      | Welcome To My World                           | Billboard Country                            | 1977 |
| 5º      | Pure Gold                                     | Billboard Country                            | 1977 |
| 3º      | Moody Blue                                    | Billboard Pop                                | 1977 |
| 5º      | Elvis In Concert                              | Billboard Pop                                | 1977 |
| 7º      | How Great Thou Art                            | Billboard Country                            | 1977 |
| 7º      | His Hand In Mine                              | Billboard Country                            | 1977 |
| 9º      | Elvis A Legendary Performer, Vol. 2           | Billboard Country                            | 1977 |
| 6º      | He Walks Beside Me                            | Billboard Country                            | 1978 |
| 7º      | Elvis A Canadian Tribute                      | Billboard Country                            | 1978 |
| 5º      | Elvis Sings For Children and Grownups Too!    | Billboard Country                            | 1978 |
| 10º     | Elvis A Legendary Performer, Vol. 3           | Billboard Country                            | 1979 |
| 6º      | Our Memories of Elvis                         | Billboard Country                            | 1979 |
| 8º      | Elvis Aron Presley                            | Billboard Country                            | 1980 |
| 6º      | Guitar Man                                    | Billboard Country                            | 1981 |
| 2º      | A Legendary Performer Vol. 4                  | Billboard Bubbling Under The Hot 100 Singles | 1984 |
| 7º      | Elvis Golden Records Vol. 5                   | Billboard Bubbling Under The Hot 100 Singles | 1984 |
| 8º      | Reconsider Baby                               | Billboard Bubbling Under The Hot 100 Singles | 1985 |
| 6º      | Elvis Christmas Álbum Album                   | Billboard Top Holiday Albums                 | 1985 |
| 7º      | Elvis Greatest Jukebox Hits                   | Top Internet Sales Chart                     | 2000 |
| 3º      | Elvis: The Very Best of Love                  | Billboard Top Independent Albums             | 2002 |
| 3º      | Elvis: 2nd To None                            | Billboard Sales                              | 2003 |
| 5º      | It's Christmas Time                           | Billboard Top Holiday Albums                 | 2003 |
| 10º     | Christmas Peace                               | Billboard Top Christian* Albums              | 2003 |
| 9º      | Ultimate Gospel                               | Billboard Top Christian* Albums              | 2004 |
| 2º      | Elvis By The Presleys                         | Top Internet Albums                          | 2005 |

```
*Cristão
```

## Inglaterra - Canções número um
| Canção                     | Chart                                | Ano  |
| -------------------------- | ------------------------------------ | ---- |
| All Shook Up               | NME, Record Mirror                   | 1957 |
| Party                      | Melody Maker                         | 1957 |
| Jailhouse Rock             | NME, Record Mirror                   | 1958 |
| One Night                  | NME, Record Mirror                   | 1958 |
| I Got Stung                | NME, Record Mirror                   | 1958 |
| A Fool Such As I           | NME, Record Mirror                   | 1959 |
| I Need Your Love Tonight   | NME, Record Mirror                   | 1959 |
| Stuck On You               | Disc, Melody Maker                   | 1960 |
| A Mess Of Blues            | Melody Maker                         | 1960 |
| The Girl Of My Best Friend | Melody Maker                         | 1960 |
| It's Now Or Never          | Record Retailers, NME, Record Mirror | 1960 |
| Are You Lonesome Tonight?  | Record Retailers, NME, Record Mirror | 1960 |
| Wooden Heart               | Record Retailers, NME, Record Mirror | 1961 |
| Surrender                  | Record Retailers, NME, Record Mirror | 1961 |
| Wild In The Country        | NME                                  | 1961 |
| His Latest Flame           | Record Retailers, NME, Record Mirror | 1961 |
| Little Sister              | Record Retailers, NME, Record Mirror | 1961 |
| Rock A Hula Baby           | Record Retailers                     | 1962 |
| Can't Help Falling In Love | Record Retailers                     | 1962 |
| Good Luck Charm            | Record Retailers, NME                | 1962 |
| She's Not You              | Record Retailers, NME                | 1962 |
| Return To Sender           | Record Retailers, NME                | 1962 |
| Devil In Disguise          | Record Retailers                     | 1963 |
| Crying In The Chapel       | Record Retailers, NME                | 1965 |
| In The Ghetto              | NME                                  | 1969 |
| The Wonder Of You          | Record Retailers, NME                | 1970 |
| Way Down                   | Record Retailers (Music Week), NME   | 1977 |
| A Little Less Conversation | Record Retailers (Music Week)        | 2002 |

## Inglaterra - Canções do 2º ao 10º lugar
| Posição | Canção                                    | Chart                                   | Ano  |
| ------- | ----------------------------------------- | --------------------------------------- | ---- |
| 2º      | Heartbreak Hotel                          | NME                                     | 1956 |
| 3º      | Heartbreak Hotel                          | Record Mirror                           | 1956 |
| 9º      | Blue Suede Shoes                          | NME, Record Mirror                      | 1956 |
| 2º      | Hound Dog                                 | NME, Record Mirror                      | 1956 |
| 9º      | Blue Moon                                 | NME                                     | 1956 |
| 8º      | Blue Moon                                 | Record Mirror                           | 1956 |
| 6º      | Too Much                                  | NME                                     | 1957 |
| 7º      | Too Much                                  | Record Mirror                           | 1957 |
| 3º      | Teddy Bear                                | NME                                     | 1957 |
| 2º      | Teddy Bear                                | Record Mirror                           | 1957 |
| 8º      | Paralyzed                                 | NME                                     | 1957 |
| 2º      | Paralyzed                                 | Record Mirror                           | 1957 |
| 2º      | Party                                     | NME, Record Mirror                      | 1957 |
| 7º      | Santa Bring My Baby Back                  | NME, Record Mirror                      | 1957 |
| 2º      | Don't                                     | NME, Record Mirror                      | 1958 |
| 3º      | Wear My Ring Around Your Neck             | NME                                     | 1958 |
| 2º      | Wear My Ring Around Your Neck             | Record Mirror                           | 1958 |
| 2º      | King Creole                               | NME, Record Mirror                      | 1958 |
| 2º      | Hard Headed Woman                         | NME, Record Mirror                      | 1958 |
| 4º      | A Big Hunk O' Love                        | NME, Record Mirror                      | 1959 |
| 3º      | Stuck On You                              | NME                                     | 1960 |
| 2º      | Stuck On You                              | Record Mirror                           | 1960 |
| 6º      | Girl Of My Best Friend                    | NME                                     | 1960 |
| 2º      | A Mess Of Blues                           | Record Mirror                           | 1960 |
| 3º      | A Mess Of Blues                           | NME                                     | 1960 |
| 2º      | Wild In The Country                       | Record Mirror                           | 1961 |
| 4º      | Wild In The Country                       | Record Retailers                        | 1961 |
| 4º      | I Feel So Bad                             | Record Retailers                        | 1961 |
| 3º      | Rock A Hula Baby                          | NME                                     | 1962 |
| 2º      | Can't Help Falling In Love                | NME                                     | 1962 |
| 8º      | One Broken Heart For Sale                 | NME                                     | 1963 |
| 2º      | Devil In Disguise                         | NME                                     | 1963 |
| 10º     | Kissin' Cousins                           | Record Retailers                        | 1964 |
| 9º      | Kissin' Cousins                           | NME                                     | 1964 |
| 6º      | Love Letters                              | Record Retailers                        | 1966 |
| 5º      | Love Letters                              | NME                                     | 1966 |
| 9º      | If Every Day Was Like Christmas           | Record Retailers                        | 1966 |
| 2º      | In The Ghetto                             | Record Retailers                        | 1969 |
| 2º      | Suspicious Minds                          | Record Retailers                        | 1969 |
| 4º      | Suspicious Minds                          | NME                                     | 1969 |
| 8º      | Don't Cry Daddy                           | Record Retailers                        | 1970 |
| 7º      | Don't Cry Daddy                           | NME                                     | 1970 |
| 9º      | I've Lost You                             | Record Retailers                        | 1970 |
| 6º      | I've Lost You                             | NME                                     | 1970 |
| 10º     | You Don't Have To Say You Love Me         | NME                                     | 1970 |
| 9º      | You Don't Have To Say You Love Me         | Record Retailers                        | 1971 |
| 6º      | There Goes My Everything                  | Record Retailers                        | 1971 |
| 9º      | Rags To Riches                            | Record Retailers                        | 1971 |
| 10°     | Heartbreak Hotel/Hound Dog/Don't Be Cruel | Record Retailers                        | 1971 |
| 6º      | I Just Can't Help Believin                | Record Retailers, NME                   | 1971 |
| 5º      | Until It's Time For You To Go             | Record Retailers (Music Week)           | 1972 |
| 10º     | Until It's Time For You To Go             | NME                                     | 1972 |
| 8º      | An American Trilogy                       | Record Retailers (Music Week)           | 1972 |
| 10º     | An American Trilogy                       | NME                                     | 1972 |
| 7º      | Burning Love                              | Record Retailers (Music Week)           | 1972 |
| 5º      | Burning Love                              | NME                                     | 1972 |
| 8º      | Always On My Mind                         | NME                                     | 1972 |
| 9º      | Always On My Mind                         | Record Retailers (Music Week)           | 1973 |
| 5º      | My Boy                                    | Record Retailers (Music Week)           | 1974 |
| 5º      | My Boy                                    | NME                                     | 1975 |
| 9º      | Promised Land                             | Record Retailers (Music Week)           | 1975 |
| 7º      | Promised Land                             | NME                                     | 1975 |
| 9º      | The Girl Of My Best Friend                | Record Retailers (Music Week), Guinness | 1976 |
| 7º      | The Girl Of My Best Friend                | NME                                     | 1976 |
| 9º      | Suspicion                                 | Record Retailers (Music Week), Guinness | 1976 |
| 7º      | Suspicion                                 | NME                                     | 1977 |
| 6º      | Moody Blue                                | Record Retailers (Music Week)           | 1977 |
| 9º      | My Way                                    | Record Retailers (Music Week)           | 1977 |
| 3º      | It's Only Love                            | Record Retailers (Music Week), NME      | 1980 |
| 3º      | Beyond The Reef                           | Record Retailers (Music Week), NME      | 1980 |
| 5º      | Rubberneckin'(Remix)                      | Record Retailers (Music Week)           | 2003 |

## Inglaterra - Álbuns (LP, CD, EP) número um
| Álbum                       | Chart                   | Ano  |
| --------------------------- | ----------------------- | ---- |
| Elvis Presley (Rock’N Roll) | Record Mirror           | 1956 |
| Loving You                  | Record Mirror           | 1957 |
| King Creole                 | Guinness, Record Mirror | 1958 |
| Strictly Elvis (EP)         | UK EP Chart             | 1960 |
| Elvis Is Back               | Guinness                | 1960 |
| G.I. Blues                  | Guinness                | 1960 |
| Blue Hawaii                 | Guinness, NME           | 1961 |
| Follow That Dream (EP)      | UK EP Chart             | 1962 |
| Kid Galahad (EP)            | UK EP Chart             | 1962 |
| Pot Luck                    | Guinness, NME           | 1962 |
| Easy Come, Easy Go (EP)     | UK EP Chart             | 1967 |
| Elvis Sings Flaming Star    | NME                     | 1969 |
| From Elvis In Memphis       | NME                     | 1969 |
| Elvis 40 Greatest Hits      | NME                     | 1977 |
| Moody Blue                  | NME                     | 1977 |
| Elvis 30 Number One Hits    | ?                       | 2002 |

## Inglaterra - Álbuns (LP, CD e EP) 2º ao 10º lugar
| Posição | Álbum                                        | Chart         | Ano  |
| ------- | -------------------------------------------- | ------------- | ---- |
| 3º      | Elvis (Rock 'N' Roll No. 2)                  | Record Mirror | 1957 |
| 3º      | The Best Of Elvis                            | Record Mirror | 1957 |
| 2º      | Elvis Christmas Album                        | Record Mirror | 1957 |
| 2º      | Elvis Golden Records                         | Record Mirror | 1958 |
| 3º      | Elvis Golden Records                         | NME           | 1958 |
| 4º      | King Creole                                  | NME           | 1958 |
| 4º      | Elvis Presley (Rock 'N' Roll)                | NME           | 1958 |
| 4º      | A Date With Elvis                            | NME           | 1959 |
| 4º      | Elvis Golden Records Vol. 2                  | NME           | 1960 |
| 8º      | Touch Of Gold Vol. 1 (EP)                    | UK EP Chart   | 1960 |
| 10º     | Touch Of Gold Vol. 2 (EP)                    | UK EP Chart   | 1960 |
| 4º      | Such a Night (EP)                            | UK EP Chart   | 1960 |
| 3º      | His Hand In Mine                             | NME           | 1961 |
| 2º      | Something For Everybody                      | NME           | 1961 |
| 3º      | Rock 'N' Roll No. 2 (relançamento)           | NME           | 1962 |
| 2º      | Girls! Girls! Girls!                         | Guinness      | 1963 |
| 4º      | It Happened At The World's Fair              | Guinness      | 1963 |
| 6º      | It Happnened At The World's Fair             | NME           | 1963 |
| 9º      | Fun In Acapulco                              | Guinness      | 1963 |
| 4º      | Elvis Golden Records Vol. 3                  | NME           | 1963 |
| 3º      | Love In Las Vegas (Viva Las Vegas) (EP)      | UK EP Charts  | 1964 |
| 6º      | Elvis Golden Records Vol. 3                  | Guinness      | 1964 |
| 5º      | Kissin' Cousins                              | Guinness      | 1964 |
| 2º      | Kissin' Cousins                              | NME           | 1964 |
| 8º      | Girl Happy                                   | Guinness      | 1965 |
| 3º      | Girl Happy                                   | NME           | 1965 |
| 7º      | Flaming Star And Summer Kisses               | NME           | 1965 |
| 8º      | Elvis For Everyone                           | NME           | 1965 |
| 5º      | Elvis For Everyone                           | Guinness      | 1965 |
| 3º      | Tickle Me Vol. 1 (EP)                        | UK EP Chart   | 1965 |
| 8º      | Tickle Me Vol. 2 (EP)'                       | UK EP Chart   | 1965 |
| 6º      | Frankie And Johnny                           | NME           | 1966 |
| 7º      | Paradise, Hawaiian Style                     | Guinness      | 1966 |
| 7º      | Spinout (California Holiday)                 | NME           | 1966 |
| 2º      | Elvis - NBC TV Special                       | NME           | 1969 |
| 2º      | Elvis Sings Flaming Star                     | Guiness       | 1969 |
| 3º      | From Memphis To Vegas/ From Vegas To Memphis | NME           | 1970 |
| 2º      | On Stage                                     | NME           | 1970 |
| 6º      | Elvis Country                                | NME           | 1971 |
| 7º      | Love Letters From Elvis                      | NME           | 1971 |
| 5º      | C'mon Everybody                              | NME           | 1971 |
| 7º      | Elvis Christmas Album (relançamento)         | NME           | 1971 |
| 3º      | Elvis As Recorded At Madison Square Garden   | NME           | 1972 |
| 2º      | Elvis 40 Greatest Hits                       | Guinness      | 1974 |
| 3º      | Moody Blue                                   | ?             | 1977 |
| 7º      | Welcome To My World                          | NME           | 1977 |
| 4º      | Love Songs                                   | ?             | 1979 |
| 6º      | Inspiration                                  | ?             | 1980 |
| 4º      | The All Time Greatest Hits                   | ?             | 1987 |
| 4º      | From The Heart - His Greatest Love Songs     | ?             | 1992 |
| 6º      | The Essential Collection                     | ?             | 1994 |
| 3º      | Always On My Mind - Ultimate Love Songs      | ?             | 1997 |
| 8º      | The 50 Greatest Hits Of Elvis Presley        | ?             | 2000 |
| 4º      | 2nd To None                                  | ?             | 2003 |
| 8º      | Elvis Love                                   | ?             | 2005 |

## Outros países - Canções número um
| Canção                            | País | Ano  |
| --------------------------------- | --- | ---- |
| Love Me Tender                    | Canadá (Pre Chum Chart) | 1956 |
| Heartbreak Hotel                  | Canadá (Pre Chum Chart) | 1956 |
| Heartbreak Hotel                  | Itália | 1957 |
| Hound Dog                         | Canadá (Pre Chum Chart) | 1956 |
| Hound Dog                         | Itália | 1957 |
| Tutti Frutti                      | Itália | 1957 |
| All Shook Up                      | Canadá, Itália | 1957 |
| Teddy Bear                        | Canadá | 1957 |
| Jailhouse Rock                    | Canadá, África do Sul | 1957 |
| Don't                             | Canadá, África do Sul | 1958 |
| I Beg Of You                      | Canadá | 1958 |
| Wear My Ring Around Your Neck     | Canadá | 1958 |
| King Creole                       | Suécia | 1958 |
| Hard Headed Woman                 | Canadá | 1958 |
| One Night                         | Canadá | 1958 |
| I Got Stung                       | Canadá | 1958 |
| A Fool Such As I                  | Austrália (NS Wales), Canadá,África do Sul | 1959 |
| I Need Your Love Tonight          | Canadá | 1959 |
| A Big Hunk O' Love                | Canadá | 1959 |
| My Wish Came True                 | Canadá | 1959 |
| Stuck On You                      | Canadá, Itália | 1960 |
| Fame and Fortune                  | Canadá | 1960 |
| A Mess Of Blues                   | Canadá | 1960 |
| It's Now Or Never                 | Austrália (NS Wales), Noruega, Bélgica, Canadá, África do Sul, Suécia, Suíça, Áustria, Espanha | 1960 |
| Are You Lonesome Tonight          | Austrália (NS Wales), Bélgica, Canadá, África do Sul | 1960 |
| I Gotta Know                      | Canadá | 1960 |
| Wooden Heart                      | Austrália (NS Wales), Bélgica, Holanda,África do Sul | 1960 |
| Wooden Heart                      | Áustria | 1961 |
| Surrender                         | Austrália (NS Wales), Bélgica, Canadá, Suécia, África do Sul | 1961 |
| Lonely Man                        | Canadá | 1961 |
| Little Sister                     | Bélgica, Canadá | 1961 |
| His Latest Flame                  | Austrália (Vic), Canadá | 1961 |
| Can't Help Falling in Love        | Austrália (NS Wales), África do Sul | 1961 |
| No More                           | Itália | 1962 |
| Good Luck Charm                   | Austrália (NS Wales), África do Sul, Suécia, Canadá, Noruega | 1962 |
| Anything That's Part Of You       | Canadá | 1962 |
| She's Not You                     | Irlanda, Noruega | 1962 |
| King Of The Whole Wide World      | Noruega | 1962 |
| Return To Sender                  | Canadá, Irlanda, Suécia, Noruega, Espanha | 1962 |
| Kiss Me Quick                     | Brasil | 1963 |
| Devil In Disguise                 | Canadá, França, Noruega, Holanda, Irlanda, Bélgica, Suécia | 1963 |
| Joshua Fit The Battle             | Suécia | 1963 |
| Bossa Nova Baby                   | Bélgica | 1963 |
| Viva Las Vegas                    | Austrália (Vic) | 1964 |
| Ask Me                            | Austrália (NS Wales) | 1964 |
| Aint That Loving You Baby         | Austrália (NS Wales), África do Sul | 1964 |
| Do The Clam                       | Japão, Malásia, Cingapura | 1965 |
| Summer Kisses, Winter Tears       | Taiwan | 1965 |
| Crying In The Chapel              | Austrália (NS Wales, Vic), Canadá, Irlanda, África do Sul, Noruega, Israel, Hong Kong, Espanha | 1965 |
| Easy Question                     | Indonésia | 1965 |
| Animal Instinct                   | Tailândia | 1966 |
| The Love Machine                  | India | 1967 |
| A Little Less Conversation        | Cingapura | 1968 |
| Edge Of Reality                   | Austrália (Vic, Melbourne) | 1968 |
| In The Ghetto                     | Austrália (Vic), Bélgica, Alemanha, Irlanda, Suécia, Nova Zelândia, Noruega, Espanha, India | 1969 |
| Suspicious Minds                  | Canadá, Bélgica, África do Sul, Nova Zelândia, Austrália | 1969 |
| The Wonder Of You                 | Austrália (Vic), Irlanda | 1970 |
| You Don't Have To Say You Love Me | França | 1971 |
| Sylvia                            | Brasil | 1972 |
| Promised Land                     | Malásia | 1975 |
| Way Down                          | Irlanda | 1977 |
| A Little Less Conversation        | Canadá, Holanda, Irlanda, Noruega, Dinamarca, Suécia, Portugal, Hong Kong, Austrália, Hungria, Nova Zelândia, Coréia do Sul, Croácia, Estônia, Eslovênia, Chile, Cingapura, Suíça, China, República Tcheca, Malásia, México, Espanha | 2002 |
| Rubberneckin                      | Croácia, Austrália (Dance Chart) | 2003 |

## Outros países - Canções do 2º ao 10º lugar

### Incompleto
| Posição | Canção                                            | País                                                 | Ano   |
| ------- | ------------------------------------------------- | ---------------------------------------------------- | ----- |
| 8º      | Heartbreak Hotel                                  | Suécia                                               | 1956  |
| 3º      | Heartbreak Hotel                                  | Austrália (NS Wales)                                 | 1956  |
| 2º      | Blue Suede Shoes                                  | Itália                                               | 1956  |
| 10º     | Blue Suede Shoes                                  | Austrália                                            | 1956  |
| 4º      | Blue Suede Shoes                                  | Suécia                                               | 1956  |
| 10º     | Don't Be Cruel                                    | Suécia                                               | 1956  |
| 10º     | Hound Dog                                         | Austrália, Suécia                                    | 1956  |
| 6º      | Love Me Tender                                    | Austrália (NS Wales)                                 | 1956  |
| 10º     | Love Me Tender                                    | Áustria                                              | 1956  |
| 9º      | Tutti Frutti                                      | Alemanha                                             | 1957  |
| 4º      | Tutti Frutti                                      | Suécia                                               | 1957  |
| 5º      | All Shook Up                                      | Austrália (NS Wales)                                 | 1957  |
| 7º      | All Shook Up                                      | Áustria                                              | 1957  |
| 8º      | Teddy Bear                                        | Austrália (NS Wales)                                 | 1957  |
| 4º      | Teddy Bear                                        | Suécia                                               | 1957  |
| 4º      | Loving You                                        | Suécia                                               | 1957  |
| 3º      | Jailhouse Rock                                    | Austrália (NS Wales)                                 | 1957  |
| 10º     | Jailhouse Rock                                    | Alemanha                                             | 1957  |
| 5º      | Jailhouse Rock                                    | Itália                                               | 1957  |
| 2º      | Jailhouse Rock                                    | Suécia                                               | 1957  |
| 8º      | Jailhouse Rock                                    | Áustria                                              | 1957  |
| 10º     | Treat Me Nice                                     | Suécia                                               | 1958  |
| 10º     | Good Rockin Tonight                               | Suécia                                               | 1958  |
| 7º      | Don't                                             | Austrália (NS Wales)                                 | 1958  |
| 4º      | Don't                                             | Itália                                               | 1958  |
| 6º      | Wear My Ring Around Your Neck                     | Austrália (NS Wales)                                 | 1958  |
| 5º      | Wear My Ring Around Your Neck                     | Suécia                                               | 1958  |
| 10º     | Doncha Think It's Time                            | Canadá                                               | 1958  |
| 4º      | King Creole                                       | Itália                                               | 1958  |
| 3º      | King Creole                                       | Noruega                                              | 1958  |
| 9º      | Hard Headed Woman                                 | Austrália (NS Wales)                                 | 1958  |
| 4º      | Hard Headed Woman                                 | Suécia                                               | 1958  |
| 4º      | Don't Ask Me Why                                  | Canadá                                               | 1958  |
| 7º      | One Night                                         | Holanda                                              | 1958  |
| 9º      | One Night                                         | Suécia                                               | 1958  |
| 5º      | I Got Stung                                       | Suécia                                               | 1958  |
| 2º      | I Got Stung                                       | Noruega                                              | 1959  |
| 7º      | One Night                                         | Holanda                                              | 1959  |
| 4º      | I Need Your Love Tonight                          | Suécia                                               | 1959  |
| 9º      | I Need Your Love Tonight                          | Austrália (NS Wales)                                 | 1959  |
| 2º      | I Need Your Love Tonight                          | Noruega                                              | 1959  |
| 4º      | A Big Hunk O' Love                                | Suécia                                               | 1959  |
| 5º      | A Big Hunk O' Love                                | Austrália (NS Wales)                                 | 1959  |
| 8º      | A Big Hunk O' Love                                | Bélgica                                              | 1959  |
| 2º      | A Big Hunk O' Love                                | Noruega                                              | 1959  |
| 5º      | A Fool Such As I                                  | Noruega                                              | 1959  |
| 3º      | Stuck On You                                      | Suécia                                               | 1960  |
| 2º      | Stuck On You                                      | Austrália (NS Wales), Noruega                        | 1960  |
| 4º      | Stuck On You                                      | Austrália (Vic), Bélgica                             | 1960  |
| 10º     | Stuck On You                                      | Holanda, Dinamarca                                   | 1960  |
| 8º      | Stuck On You                                      | Itália                                               | 1960  |
| 6º      | A Mess Of Blues                                   | Suécia                                               | 1960  |
| 8º      | A Mess Of Blues                                   | Austrália (NS Wales, Vic)                            | 1960  |
| 2º      | It's Now Or Never                                 | Alemanha, Holanda, Itália                            | 1960  |
| 4º      | Are You Lonesome Tonight?                         | Alemanha, Holanda                                    | 1960  |
| 3º      | Are You Lonesome Tonight?                         | Itália                                               | 1960  |
| 3º      | Are You Lonesome Tonight?                         | Noruega, Suíça                                       | 1961  |
| 2º      | Are You Lonesome Tonight?                         | Suécia                                               | 1961  |
| 5º      | Are You Lonesome Tonight?                         | Áustria                                              | 1961  |
| 6º      | G. I. Blues                                       | Itália                                               | 1961  |
| 2º      | Wooden Heart                                      | Canadá, Alemanha                                     | 1961  |
| 3º      | Wooden Heart                                      | Noruega                                              | 1961  |
| 6º      | Surrender                                         | Alemanha                                             | 1961  |
| 3º      | Surrender                                         | Holanda, Áustria                                     | 1961  |
| 2º      | Surrender                                         | Itália, Noruega                                      | 1961  |
| 7º      | Surrender                                         | Dinamarca                                            | 1961  |
| 5º      | Surrender                                         | França                                               | 1961  |
| 3º      | Flaming Star                                      | Austrália (NS Wales)                                 | 1961  |
| 4º      | Flaming Star                                      | Canadá, Itália, Suécia                               | 1961  |
| 10º     | Flaming Star                                      | Dinamarca                                            | 1961  |
| 6º      | I Feel So Bad                                     | Canadá                                               | 1961  |
| 10º     | I Feel So Bad                                     | Itália                                               | 1961  |
| 8º      | Little Sister                                     | Holanda                                              | 1961  |
| 6º      | Little Sister                                     | Itália, Suécia                                       | 1961  |
| 10º     | Little Sister                                     | Austrália (NS Wales)                                 | 1961  |
| 4º      | Little Sister                                     | Noruega                                              | 1961  |
| 2º      | His Latest Flame                                  | Austrália                                            | 1961  |
| 6º      | His Latest Flame                                  | Suécia, Noruega                                      | 1961  |
| 8º      | His Latest Flame                                  | Holanda                                              | 1961  |
| 4º      | Can't Help Falling In Love                        | Canadá                                               | 1961  |
| 4º      | Wild In The Country                               | Bélgica                                              | 1961  |
| 6º      | Wild in The Country                               | Canadá                                               | 1961  |
| 2º      | Can't Help Falling In Love                        | Suécia                                               | 1962  |
| 2º      | Rock - A - Hula Baby                              | Itália                                               | 1962  |
| 9º      | Rock - A - Hula Baby                              | Bélgica                                              | 1962  |
| 4º      | Rock - A - Hula Baby                              | Canadá                                               | 1962  |
| 6º      | Rock - A - Hula Baby                              | Noruega                                              | 1962  |
| 7º      | No More                                           | Bélgica                                              | 1962  |
| 2º      | No More                                           | Suécia                                               | 1962  |
| 3º      | Good Luck Charm                                   | Bélgica, Itália                                      | 1962  |
| 2º      | Good Luck Charm                                   | Holanda                                              | 1962  |
| 7º      | Good Luck Charm                                   | França                                               | 1962  |
| 6º      | Good Luck Charm                                   | Alemanha, Áustria                                    | 1962  |
| 10º     | Follow That Dream                                 | Bélgica                                              | 1962  |
| 9º      | Follow That Dream                                 | Suécia                                               | 1962  |
| 8º      | She's Not You                                     | Austrália (NS Wales, Vic)                            | 1962  |
| 3º      | She's Not You                                     | Bélgica, Canadá                                      | 1962  |
| 5º      | She's Not You                                     | Holanda                                              | 1962  |
| 2º      | She's Not You                                     | Suécia                                               | 1962  |
| 9º      | She's Not You                                     | Áustria                                              | 1962  |
| 3º      | Just Tell Her Jim Said Hello                      | Canadá                                               | 1962  |
| 5º      | King Of The Whole Wide World                      | Canadá                                               | 1962  |
| 4º      | King Of The Whole Wide World                      | Suécia                                               | 1962  |
| 8º      | Swing Down, Sweet Chariot                         | Itália                                               | 1962  |
| 2º      | Return To Sender                                  | Itália, Austrália (NS Wales), Bélgica                | 1962  |
| 8º      | Return To Sender                                  | Austrália (Vic)                                      | 1962  |
| 5º      | Return To Sender                                  | Holanda                                              | 1962  |
| 9º      | Return To Sender                                  | Áustria                                              | 1962  |
| 10º     | They Remind Me Too Much Of You                    | Canadá                                               | 1962  |
| 2º      | One Broken Heart For Sale                         | Noruega, Austrália (Vic)                             | '1963 |
| 9º      | One Broken Heart For Sale                         | Bélgica                                              | 1963  |
| 10º     | One Broken Heart For Sale                         | Canadá                                               | 1963  |
| 5º      | One Broken Heart For Sale                         | Irlanda                                              | 1963  |
| 7º      | One Broken Heart For Sale                         | Austrália (NS Wales)                                 | 1963  |
| 2º      | Kiss Me Quick                                     | Bélgica                                              | 1963  |
| 3º      | Kiss Me Quick                                     | Alemanha, Canadá, Suécia, Noruega                    | 1963  |
| 7º      | Devil In Disguise                                 | Austrália, Áustria                                   | 1963  |
| 2º      | Devil In Disguise                                 | Alemanha                                             | 1963  |
| 5º      | Witchcraft                                        | Suécia                                               | 1963  |
| 8º      | Bossa Nova Baby                                   | Austrália, Holanda                                   | 1963  |
| 2º      | Bossa Nova Baby                                   | Noruega                                              | 1963  |
| 4º      | Bossa Nova Baby                                   | Suécia                                               | 1963  |
| 5º      | Bossa Nova Baby                                   | Dinamarca                                            | 1963  |
| 6º      | Bossa Nova Baby                                   | França, Suíça                                        | 1964  |
| 4º      | México                                            | Dinamarca                                            | 1964  |
| 7º      | México                                            | Bélgica                                              | 1964  |
| 9º      | México                                            | Holanda, Noruega                                     | 1964  |
| 8º      | México                                            | Suécia                                               | 1964  |
| 6º      | Suspicion                                         | Bélgica                                              | 1964  |
| 2º      | Kissin Cousins                                    | Dinamarca                                            | 1964  |
| 6º      | Kissin Cousins                                    | Irlanda, Noruega                                     | 1964  |
| 8º      | Kissin Cousins                                    | Austrália (Vic), França                              | 1964  |
| 8º      | Viva Las Vegas                                    | Irlanda                                              | 1964  |
| 5º      | Viva Las Vegas                                    | Suécia                                               | 1964  |
| 3º      | Viva Las Vegas                                    | Dinamarca                                            | 1964  |
| 6º      | Viva las Vegas                                    | Noruega                                              | 1964  |
| 5º      | C'mon Everybody                                   | Canadá                                               | 1964  |
| 5º      | Today, Tommorrow And Forever                      | Canadá                                               | 1964  |
| 2º      | Such a Night                                      | Bélgica                                              | 1964  |
| 5º      | Such a Night                                      | Austrália (NS Wales), Dinamarca, Áustria             | 1964  |
| 4º      | Such a Night                                      | Austrália (Vic), Canadá, Noruega                     | 1964  |
| 6º      | Such a Night                                      | Suécia                                               | 1964  |
| 9º      | Such a Night                                      | Irlanda                                              | 1964  |
| 4º      | Ask Me                                            | Canadá                                               | 1964  |
| 5º      | Ain't That Loving You Baby                        | Bélgica, Irlanda, Dinamarca                          | 1964  |
| 3º      | Ain't That Loving You Baby                        | Suécia                                               | 1964  |
| 4º      | Ain't That Loving You Baby                        | Canadá, Noruega                                      | 1964  |
| 3º      | One Track Heart                                   | Israel                                               | 1965  |
| 6º      | Do The Clam                                       | Austrália (NS Wales)                                 | 1965  |
| 10º     | Do The Clam                                       | Bélgica                                              | 1965  |
| 2º      | Do The Clam                                       | Dinamarca                                            | 1965  |
| 4º      | Do The Clam                                       | Israel                                               | 1965  |
| 5º      | You'll Be Gone                                    | Malásia                                              | 1965  |
| 4º      | Crying In The Chapel                              | Bélgica                                              | 1965  |
| 2º      | Crying In The Chapel                              | Suécia, Dinamarca                                    | 1965  |
| 3º      | Crying In The Chapel                              | Nova Zelândia                                        | 1965  |
| 6º      | Crying In The Chapel                              | Áustria                                              | 1965  |
| 2º      | I'm Yours                                         | Canadá                                               | 1965  |
| 8º      | I'm Yours                                         | Bélgica, Austrália (Vic)                             | 1965  |
| 4º      | I'm Yours                                         | Dinamarca                                            | 1965  |
| 3º      | I'm Yours                                         | Hong Kong                                            | 1965  |
| 6º      | Easy Question                                     | Austrália (NS Wales)                                 | 1965  |
| 8º      | Easy Question                                     | Austrália (Vic)                                      | 1965  |
| 4º      | Easy Question                                     | Canadá                                               | 1965  |
| 10º     | Easy Question                                     | Suécia                                               | 1965  |
| 2º      | Easy Question                                     | Dinamarca, Hong Kong                                 | 1965  |
| 3º      | Puppet On A String                                | Canadá                                               | 1965  |
| 7º      | Tell Me Why                                       | Canadá                                               | 1966  |
| 9º      | Tell Me Why                                       | Nova Zelândia                                        | 1966  |
| 4º      | Frankie And Johnny                                | Canadá                                               | 1966  |
| 7º      | Love Letters                                      | Irlanda, Nova Zelândia                               | 1966  |
| 9º      | If Every Day Was Like Christmas                   | Irlanda                                              | 1966  |
| 4º      | Judy                                              | Austrália (NS Wales)                                 | 1967  |
| 8º      | Judy                                              | Austrália (Vic)                                      | 1967  |
| 10º     | Guitar Man                                        | Canadá                                               | 1968  |
| 10º     | Hi - Heel Sneakers                                | Canadá                                               | 1968  |
| 8º      | U.S. Male                                         | Austrália (NS Wales)                                 | 1968  |
| 6º      | If I Can Dream                                    | Austrália (NS Wales), Nova Zelândia                  | 1968  |
| 7º      | If I Can Dream                                    | Canadá, África do Sul                                | 1969  |
| 2º      | In The Ghetto                                     | Canadá                                               | 1969  |
| 4º      | In The Ghetto                                     | Holanda                                              | 1969  |
| 9º      | In The Ghetto                                     | Dinamarca                                            | 1969  |
| 6º      | In The Ghetto                                     | Áustria                                              | 1969  |
| 2º      | Suspicious Minds                                  | Austrália, Irlanda                                   | 1969  |
| 7º      | Suspicious Minds                                  | Alemanha                                             | 1969  |
| 6º      | Suspicious Minds                                  | Holanda                                              | 1969  |
| 4º      | Suspicious Minds                                  | Suécia                                               | 1969  |
| 3º      | Suspicious Minds                                  | Dinamarca                                            | 1969  |
| 10º     | Suspicious Minds                                  | Noruega                                              | 1969  |
| 2º      | Don't Cry Daddy                                   | Bélgica                                              | 1969  |
| 2º      | Don't Cry Daddy                                   | Nova Zelândia                                        | 1970  |
| 5º      | Suspicious Minds                                  | Espanha                                              | 1970  |
| 6º      | Don't Cry Daddy                                   | Austrália (NS Wales)                                 | 1970  |
| 9º      | Don't Cry Daddy                                   | Austrália (Vic)                                      | 1970  |
| 5º      | Don't Cry Daddy                                   | Canadá                                               | 1970  |
| 4º      | Don't Cry Daddy                                   | Irlanda, Noruega                                     | 1970  |
| 3º      | Don't Cry Daddy                                   | África do Sul                                        | 1970  |
| 6º      | Don't Cry Daddy                                   | Dinamarca                                            | 1970  |
| 10º     | Don't Cry Daddy                                   | Áustria                                              | 1970  |
| 6º      | Kentucky Rain                                     | Canadá                                               | '1970 |
| 8º      | The Wonder Of You                                 | Bélgica, África do Sul                               | 1970  |
| 4º      | The Wonder Of You                                 | Canadá                                               | 1970  |
| 6º      | The Wonder Of You                                 | Suécia                                               | 1970  |
| 9º      | I've Lost You                                     | Bélgica, Austrália (Vic)                             | 1970  |
| 6º      | You Don't Have To Say You Love Me                 | Canadá                                               | 1970  |
| 9º      | You Don't Have To Say You Love Me                 | Austrália (Vic)                                      | 1970  |
| 6º      | I Just Can't Help Believin                        | África do Sul                                        | 1971  |
| 10º     | I Just Can't Help Believin                        | Bélgica                                              | 1972  |
| 4º      | I Just Can't Help Believin                        | Holanda                                              | 1972  |
| 3º      | I Just Can't Help Believin                        | Suécia                                               | 1972  |
| 7º      | Burning Love                                      | Austrália (NS Wales), África do Sul, França, Áustria | 1972  |
| 8º      | Burning Love                                      | Austrália (Vic)                                      | 1972  |
| 4º      | Burning Love                                      | Canadá                                               | 1972  |
| 6º      | Burning Love                                      | Irlanda, Nova Zelândia                               | 1972  |
| 8º      | Separate Ways                                     | Austrália (NS Wales, Vic)                            | 1972  |
| 9º      | Always On My Mind                                 | Irlanda                                              | 1973  |
| 8º      | Fool                                              | Irlanda                                              | 1973  |
| 3º      | You Gave Me A Mountain                            | Austrália (NS Wales)                                 | 1973  |
| 9º      | Jailhouse Rock                                    | Bélgica                                              | 1974  |
| 5º      | Jailhouse Rock                                    | Holanda                                              | 1974  |
| 5º      | My Boy                                            | Bélgica                                              | 1975  |
| 9º      | My Boy                                            | Holanda                                              | 1975  |
| 4º      | My Boy                                            | Irlanda                                              | 1975  |
| 8º      | My Boy                                            | Austrália (Vic)                                      | 1975  |
| 7º      | Promised Land                                     | Irlanda                                              | 1975  |
| 9º      | Hurt                                              | África do Sul                                        | 1976  |
| 7º      | The Girl Of My Best Friend                        | Irlanda                                              | 1976  |
| 5º      | Suspicion                                         | Irlanda                                              | 1976  |
| 4º      | Moody Blue                                        | Bélgica, França                                      | 1977  |
| 7º      | Moody Blue                                        | Irlanda                                              | 1977  |
| 9º      | Moody Blue                                        | África do Sul                                        | 1977  |
| 2º      | Moody Blue                                        | Suécia                                               | 1977  |
| 3º      | Moody Blue                                        | Austrália (Vic)                                      | 1977  |
| 5º      | Moody Blue                                        | Nova Zelândia                                        | 1977  |
| 6º      | Moody Blue                                        | Noruega                                              | 1977  |
| 5º      | Way Down                                          | Austrália (NS Wales), Alemanha                       | 1977  |
| 8º      | Way Down                                          | Austrália (Vic)                                      | 1977  |
| 9º      | Way Down                                          | Holanda                                              | 1977  |
| 6º      | Way Down                                          | França                                               | 1977  |
| 7º      | Way Down                                          | Nova Zelândia                                        | 1977  |
| 10º     | Way Down                                          | Noruega                                              | 1977  |
| 2º      | Wooden Heart (Relançamento)                       | Holanda                                              | 1977  |
| 6º      | Wooden Heart (Relançamento)                       | Bélgica                                              | 1977  |
| 6º      | My Way                                            | Irlanda                                              | 1977  |
| 3º      | Are You Lonesome Tonight? (Live Laughing Version) | Suécia                                               | 1981  |
| 9º      | Are You Lonesome Tonight? (Live Laughing Version) | Noruega                                              | 1981  |
| 3º      | A Little Less Conversation (Remix)                | Bélgica, Itália                                      | 2002  |
| 8º      | A Little Less Conversation (Remix)                | Alemanha                                             | 2002  |
| 3º      | Rubberneckin (Remix)                              | Austrália                                            | 2003  |
| 2º      | Rubberneckin (Remix)                              | Canadá                                               | 2003  |

## Outros países - Álbuns (LP, CD, EP) 1º ao 10º lugar

### Incompleto
| Posição | Álbum                                               | País               | Ano  |
| ------- | --------------------------------------------------- | ------------------ | ---- |
| 1º      | Elvis Golden Records Vol.2                          | Canadá             | 1960 |
| 7º      | Pot Luck                                            | Alemanha           | 1962 |
| 1º      | It Happened At The World's Fair                     | Noruega            | 1963 |
| 2º      | Fun In Acapulco                                     | Noruega            | 1963 |
| 1º      | Elvis Golden Records Vol.3                          | Noruega            | 1963 |
| 10º     | Tickle Me                                           | Hong Kong (EP)     | 1965 |
| 2º      | Roustabout                                          | Austrália          | 1965 |
| 5º      | Girl Happy                                          | Austrália          | 1965 |
| 10º     | California Holiday (Spinout)                        | Austrália          | 1967 |
| 6º      | Elvis (19 Track Special)                            | Austrália          | 1969 |
| 3º      | Flaming Star                                        | Austrália          | 1969 |
| 5º      | From Elvis in Memphis                               | Austrália          | 1969 |
| 7º      | From Memphis to Vegas/From Vegas to Memphis         | Austrália          | 1970 |
| 1º      | From Elvis In Memphis                               | Noruega            | 1969 |
| 1º      | That's The Way It Is                                | Japão              | 1971 |
| 9º      | Elvis In Person At The International Hotel          | Japão              | 1971 |
| 1º      | Aloha from Hawaii                                   | Japão              | 1973 |
| 9º      | Aloha from Hawaii                                   | Austrália          | 1973 |
| 1º      | Elvis Forever - 32 Original Hits                    | Holanda            | 1974 |
| 10º     | Rock 'N' On                                         | Austrália          | 1974 |
| 8º      | Rock 'N' On Volume 2                                | Austrália          | 1975 |
| 1º      | Elvis 40 Greatest Hits                              | Áustria            | 1975 |
| 6º      | Elvis 40 Greatest Hits                              | Holanda            | 1975 |
| 8º      | Elvis Today                                         | Noruega            | 1975 |
| 1º      | Elvis 40 Greatest Hits                              | Bélgica            | 1977 |
| 1º      | Elvis Forever - 32 Original Hits                    | Holanda            | 1977 |
| 1º      | Moody Blue                                          | Nova Zelândia      | 1977 |
| 6º      | Moody Blue                                          | Holanda            | 1977 |
| 3º      | Moody Blue                                          | Austrália          | 1977 |
| 9º      | A Portrait In Music                                 | Alemanha           | 1977 |
| 7º      | 20 Fantastic Hits                                   | Holanda            | 1977 |
| 6º      | Elvis Forever                                       | Alemanha           | 1977 |
| 3º      | Love Songs                                          | Alemanha           | 1980 |
| 7º      | In Love With Elvis                                  | Áustria            | 1982 |
| 6º      | Elvis Blue                                          | Austrália          | 1984 |
| 3º      | Love Me Tender - Romantic Elvis                     | Alemanha           | 1987 |
| 8º      | Words and Music                                     | Austrália          | 1987 |
| 1º      | Danske Single Hits                                  | Dinamarca          | 1990 |
| 7º      | The All Time Greatest Hits                          | Austrália          | 1991 |
| 5º      | From the Heart                                      | Austrália          | 1992 |
| 10º     | Norske Hits                                         | Noruega            | 1992 |
| 4º      | The Romantic                                        | Austrália          | 1994 |
| 6º      | Forever In Love                                     | Suíça              | 1997 |
| 10º     | Mega Essential Elvis Collection                     | Japão              | 1997 |
| 1º      | Always Elvis - The Dutch Album                      | Bélgica, Holanda   | 1997 |
| 1º      | The 50 Greatest Hits                                | Dinamarca          | 2001 |
| 8º      | Junichiro Koizumi Presents: My Favorite Elvis Songs | Japão              | 2001 |
| 4º      | The Swedish Hits Collection                         | Suécia             | 2001 |
| 3º      | Elv1s: 30#1 Hits                                    | Alemanha           | 2002 |
| 1º      | Elv1s: 30#1 Hits                                    | Holanda            | 2002 |
| 1º      | Elv1s: 30#1 Hits                                    | Austrália          | 2002 |
| 1º      | 2nd To None                                         | Argentina, Croácia | 2003 |
| 3º      | 2nd To None                                         | Canadá             | 2003 |
| 4º      | 2nd To None                                         | Austrália          | 2003 |
| 5º      | Love Elvis                                          | País de Gales      | 2005 |
| 6º      | Love Elvis                                          | Noruega            | 2005 |

## Filmes Top 10 - EUA
As maiores bilheterias e/ou público do ano:
| Filme                           | Ano  | Posição |
| ------------------------------- | ---- | ------- |
| Love Me Tender                  | 1956 | 2º      |
| Loving You                      | 1957 | 7º      |
| Jailhouse Rock                  | 1957 | 3°      |
| King Creole                     | 1958 | 5º      |
| G.I. Blues                      | 1960 | 2º      |
| Blue Hawaii                     | 1961 | 2º      |
| Follow That Dream               | 1962 | 5º      |
| Kid Galahad                     | 1962 | 9º      |
| Girls!Girls!Girls!              | 1962 | 6º      |
| It Happened At The World's Fair | 1963 | 6º      |
| Fun In Acapulco                 | 1963 | 5º      |
| Viva Las Vegas                  | 1964 | 8º      |
| Roustabout                      | 1964 | 8°      |
| Girl Happy                      | 1965 | 8º      |
| Tickle Me                       | 1965 | 8º      |

• Fun In Acapulco alcançou o primeiro lugar nas paradas semanais de bilheteria dos Estados Unidos.

## Eleições e Pesquisas
- Elvis Presley foi eleito o melhor cantor popular de todos os tempos em eleição realizada pela conceituada revista britânica "Q". Elvis ficou a frente de nomes como Frank Sinatra,Freddie Mercury,Aretha Franklin e etc.[1]

Grandes Americanos da História
- Em uma eleição que foi considerada histórica e que foi realizada pelo site e maior grupo de comunicação do mundo, a AOL elegeu os maiores estadunidenses da história americana, Elvis na votação ficou em 8º lugar. Ele ficou em oitavo entre os maiores americanos de todos os tempos em todas as áreas, além de ter sido o 5º do século XX e o 1º dentre os artistas.

A classificação final foi a seguinte:
| Posição | Nome                    |
| ------- | ----------------------- |
| 1º      | Ronald Reagan           |
| 2º      | Abraham Lincoln         |
| 3º      | Martin Luther King, Jr. |
| 4º      | George Washington       |
| 5º      | Benjamin Franklin       |
| 6º      | George W. Bush          |
| 7º      | Bill Clinton            |
| 8º      | Elvis Presley           |
| 9º      | Oprah Winfrey           |
| 10º     | Franklin D. Roosevelt   |

Os maiores do Reino Unido
- Elvis está no topo da lista de artistas mais bem sucedidos na historia da música britânica, de acordo com o Guiness Book Of Records. A classificação é feita pelo número de semanas em que as gravações do artista permaneceram nas paradas de sucesso de 1952 até 2005. Elvis tem um larga vantagem sobre o segundo colocado, Cliff Richard.

| Posição | Nome            | Nº de semanas até 2005 |
| ------- | --------------- | ---------------------- |
| 1º      | Elvis Presley   | 2,463                  |
| 2º      | Cliff Richard   | 1,972                  |
| 3º      | The Beatles     | 1,749                  |
| 4º      | Queen           | 1,725                  |
| 5º      | Madonna         | 1,653                  |
| 6º      | Elton John      | 1,615                  |
| 7º      | The Shadows     | 1,578                  |
| 8º      | Michael Jackson | 1,477                  |
| 9º      | David Bowie     | 1,459                  |
| 10º     | U2              | 1,402                  |

- As capas dos álbuns "From Elvis In Memphis", "Elvis Presley" e "The Sun Sessions" são escolhidas como uma das 500 melhores capas de álbuns de todos os tempos pela Revista "Rolling Stone".

Fonte: Revista "Rolling Stones" (Dezembro de 2005)
- BBC lançou o resultado de uma pesquisa feita por críticos sobre as canções, filmes, TV e livros que mudaram o mundo. Elvis ficou em segundo lugar com a música "Heartbreak Hotel".

Fonte: Site Elvistriunfal - Agosto de 2005
- "O Canal E!" apresentou o programa "Las Vegas 50 Hottest Moments" e o retorno de Elvis e suas subsequentes apresentações ficaram em primeiro lugar como o maior momento da história de Vegas.

Fonte: Forum Oficial do site Elvis Collectors Brasil - Julho de 2005
- Elvis lidera as paradas de sucesso do Reino Unido (1952 - 2005). Elvis - 2,463 semanas presente nas paradas.

Fonte: New Musical Express e Guiness Book Of Records
- Melhor Artista Solo: Elvis - 26% dos votos.

Fonte: Julho de 2004 - Pesquisa Site IG
- "That's All Right Mama" - A canção que mudou o mundo (primeira gravação profissional de Elvis)

Eleição da Revista Britânica "Q" - 2003
- A Revista Americana "Variety" elegeu Elvis o Rei do Rock em 1956.

- Elvis é o maior idolo Pop de todos os tempos.

Fonte:Pesquisa do canal de televisão britânico ITV -  2001
- Melhor Cantor do Ano de 1969:

Fonte:Eleição de fevereiro de 1970 - Revista "Disc"
- Melhor Cantor do Ano de 1968:

Fonte: Eleição de dezembro de 1968 - Revista "New Musical Express"
- Melhor Cantor segundo a opinião pública:

Fonte: De acordo com a Cashbox e a Downbeat em março de 1971
- Eleito o Vocalista Masculino Top:

Fonte: De acordo com a "Revista Disc" em Fevereiro de 1972
- "Comeback Special" eleito o melhor programa musical do ano de 1968.

Fonte: Eleição realizada pela revista "Billboard" através de seus leitores
- "Comeback Special" eleito o 3º melhor momento musical de todos os tempos e o melhor programa especial de música (já que os dois primeiros se referem as apresentações de um grupo e um cantor em programas de auditório)

Fonte: Eleição da Revista "TV Guide" em 1999
- Apresentação de Elvis no programa de Ed Sullivan em janeiro de 1957 é eleito o 6º melhor momento musical de todos os tempos.

Fonte: Eleição da Revista "TV Guide" em 1999
- Elvis eleito o roqueiro do século XX e uma das três maiores estrelas da música americana do século XX ao lado de Frank Sinatra e Bing Crosby.

Fonte: Eleição da "Revista Time-Life" de 2002
- As Jumpsuits (macacões que Elvis usou de 1969 até 1977) são eleitas as melhores roupas da história do rock.

Fonte: Eleição do jornal inglês "The Sun" em 2003
- "Christmas Álbum" é eleito o melhor álbum de natal na categoria Pop/Rock. "Peace In The Valley" é eleito o 2º melhor na categoria compacto duplo de gospel. E a canção "If Every Day Was Like Christmas" é considerada a 6º melhor na categoria singles.

Fonte: Eleição da Revista "New Musical Express" em 2003
- Seis álbuns de Elvis são escolhidos para fazer parte da história de Memphis (ao lado de Nashville e New Orleans são as três principais cidades da música americana e mundial):

| Álbuns             |
| ------------------ |
| Sun Sessions       |
| Elvis 30 # 1 Hits  |
| Elvis Is Back      |
| Elvis Presley      |
| Tiger Man          |
| The Memphis Record |

Fonte: Revista "Memphis Magazine" - 2003
- Revista Americana "Mojo" através de uma eleição realizada em 2003 com seus leitores elege o começo da carreira de Elvis como o momento que mudou o mundo. (Sessões de estúdio de Elvis na Sun Records em Memphis em 5 julho de 1954)

Fonte: Revista "Mojo" - 2003
- Revista Inglesa "Rolling Stone" elege Elvis o personagem mais influente da cultura popular americana em comemoração aos 35 anos da revista em 2003.

Fonte: Revista "Rolling Stones" - 2003
- Revista Inglesa "Rolling Stone" elege Elvis como o marco inicial do Rock em 2004.

Fonte: Revista "Rolling Stones" - 2004
- Obra de Elvis é considerada patrimônio cultural dos EUA pelo congresso americano através da biblioteca do congresso (registro nacional das gravações dos EUA) em 2003.

Fonte: Biblioteca do congresso dos EUA (registro nacional das gravações dos EUA) em 2003
- Elvis é considerado o maior vencedor do ano de 2002.

Fonte: Revista "People" - 2003
- Em 2003 a Revista "Time" em comemoração ao seus 80 anos (1923-2003) elegeu os 80 dias (fatos) que mudaram o século XX a partir de 1923 e elegeu o começo da carreira profissional de Elvis Presley como um desses 80 acontecimentos mais importantes.

Fonte: Revista "Time" - 2003
- Os "Blue Moon Boys", nome que Elvis e seus dois companheiros Bill Black e Scotty Moore se auto-intitularam no começo da carreira é homenageado pela "Memphis Chapter Of The National Academy Of Recording Arts And Sciences" com o prêmio máximo por sua contribuição para a arte e a música da cidade.

 Fonte: "Memphis Chapter Of The National Academy Of Recording Arts And Sciences"
- Elvis Presley eleito em pesquisa feita no Reino Unido como o maior artista popular derrotando nomes como: Elton John, Robbie Williams, Duran Duran, Take That e Queen.

Fonte: Site "Elvis Express" - 4 de setembro de 2006